# Frýdlant nad Ostravicí-Nová Dědina
Frýdlant nad Ostravicí-Nová Dědina – przystanek kolejowy we Frýdlancie nad Ostravicí, w kraju morawsko-śląskim, w Czechach. Znajduje się na wysokości 380 m n.p.m. i leży na linii kolejowej nr 324.